# Partido de Bolívar
Partido de Bolívar är en kommun i Argentina.   Den ligger i provinsen Buenos Aires, i den centrala delen av landet, 300 km sydväst om huvudstaden Buenos Aires. Antalet invånare är 32 442.
Trakten runt Partido de Bolívar består till största delen av jordbruksmark. Runt Partido de Bolívar är det mycket glesbefolkat, med 6 invånare per kvadratkilometer.